# Bourletiella polena
Bourletiella polena är en urinsektsart som beskrevs av Christiansen och Bellinger 1992. Bourletiella polena ingår i släktet Bourletiella och familjen Bourletiellidae. Inga underarter finns listade.